# 禮成江
禮成江（朝鲜语：／ Ryesŏnggang */?）是一条朝鲜河流。它起源於朝鮮中部的彥真山（韓語：언진산），从北流到南，在江华岛旁边流入黄海，河口就位于臨津江河口以西。河流全長174公里，流域面積4,048平方公里。